# Koblarji
Koblarji je naselje u slovenskoj Općini Kočevju. Koblarji se nalazi u pokrajini Dolenjskoj i statističkoj regiji Jugoistočnoj Sloveniji. 

## Stanovništvo
Prema popisu stanovništva iz 2002. godine naselje je imalo 257 stanovnika.